# Étienne Lamy
Étienne Lamy (* 2. Juni 1845 in Cize; † 9. Januar 1919 in Paris) war ein französischer Politiker, Journalist, Historiker und Mitglied der Académie française.

## Leben
Étienne Lamy wuchs im Jura (in Cize bei Champagnole) und in Paris auf. Er besuchte katholische Schulen, namentlich die Klosterschule der Abtei Sorèze unter Lacordaire, der ihn prägte. Er studierte Rechtswissenschaft und schloss mit der Promotion ab. Im ausgehenden Zweiten Kaiserreich optierte er als Sekretär von Adolphe Crémieux für die Republik und war von 1871 bis 1881 als Abgeordneter Führer der republikanischen Katholiken. Das brachte ihn in eine Minderheitenposition, denn die Mehrheit der Republikaner war kirchenfeindlich und die Mehrheit der Katholiken republikfeindlich. Obwohl er im Parlament nicht zuletzt wegen seiner Reden und Berichte große Achtung genoss, wurde er 1881 nicht wiedergewählt, da er am 18. März 1880 gegen den kongregationsfeindlichen Artikel 7 des Gesetzesentwurfs von Jules Ferry gestimmt hatte. Diese Position zwischen den Stühlen sollte sich 1892 wiederholen, als er zu den wenigen Anhängern der Politik Papst Leo XIII. gehörte, der die französischen Katholiken in seiner Enzyklika Au milieu des sollicitudes vergeblich aufforderte, die Republik zu tolerieren.
Nach Ende der politischen Karriere begann er eine neue Existenz als Journalist und Autor. Er schrieb in der Revue des Deux Mondes und im linkskatholischen Correspondant, den er von 1904 bis 1910 auch leitete. Daneben veröffentlichte er mehrere gründliche historische Studien in Buchform und ein erfolgreiches Buch über die „Frau von morgen“ (La femme de demain, 1901), in dem er das Thema der weiblichen Bildungsemanzipation abhandelte. Daraufhin wurde er 1905 auf den Sitz Nr. 21 der Académie française gewählt und stand ihr ab 1913 als Ständiger Sekretär (Secrétaire perpétuel) vor. 1912 hielt er in Quebec City beim Ersten Kongress der französischen Sprache in Kanada im Auftrag der Akademie einen Vortrag über die französische Sprache, der auch als Buch erschien.
Der ledig gebliebene Lamy kaufte für seine verwitwete Mutter bei Champagnole den Herrschaftssitz in Vannoz, den er aber ab 1914 nicht mehr besuchte, und vermachte ihn vor seinem Tod an das Bistum Saint-Claude. Er starb 1919 im Alter von 73 Jahren. In Champagnole und Cize sind Straßen nach ihm benannt. In Cize trägt auch die Grundschule seinen Namen.

## Werke

### Verfasser
- Le Tiers Parti. Paris 1868.
  - (2. Auflage) MM. Emile Ollivier, Buffet, Latour-Dumoulin, etc. Le tiers parti. 1864–1869. Paris 1869.
- Du pacte constitut, en droit romain. Des opérations de bourse chez les Anciens, au Moyen Âge et dans les temps modernes, en droit français. Thoinon, Paris 1870. (Thèse in Rechtswissenschaft, Sorbonne)
- L’Assemblée nationale et la dissolution. Dentu, Paris 1872.
- L’avenir républicain ou l’Histoire authentique des finances de la France depuis 1789 jusqu’en 1882. Angers 1882.
- Études sur le Second Empire. C. Lévy, Paris 1895.
- La France du Levant. Plon, Paris 1900.
- La femme de demain. Perrin, Paris 1901. (zahlreiche Auflagen, ferner spanisch 1907)
- Témoins de jours passés. 2 Bde. C. Lévy, Paris 1907–1913.
- Au service des idées et des lettres. Bloud, Paris 1909.
- Quelques œuvres et quelques ouvriers. Bloud, Paris 1911.
- La langue française. Perrin, Paris 1912.
- L’Institut et la guerre. Perrin, Paris 1916.
- La Flamme qui ne doit pas s’éteindre. Paris 1927.

### Herausgeber und Übersetzer
- (Hrsg.) Mémoires de Aimée de Coigny. C. Lévy, Paris 1902. (Aimée de Coigny, 1769–1820)
- (Übersetzer) Antonio Bresciani (1798–1862): Le Juif de Vérone, ou les Sociétés secrètes en Italie. P. Lethielleux, Paris 1867.
- (Übersetzer) Antonio Bresciani: Mathilde de Canosse. P. Lethielleux, Paris 1867.
- (Übersetzer) Rudyard Kipling: La guerre sur mer. Paris 1919.